# Oficjalny plakat Letnich Igrzysk Olimpijskich 1936
Uzasadnienie: dyskusja

Plakat olimpijski (kolorowa litografia) wybrany w drodze konkursu ogłoszonego przez niemiecki komitet organizacyjny Letnich Igrzysk Olimpijskich 1936 w Berlinie.

## Kontekst wyboru plakatu
W celu wyboru oficjalnego plakatu igrzysk komitet organizacyjny ogłosił konkurs do którego zgłosiło się 49 niemieckich artystów, którzy zaprezentowali 59 projektów plakatu. Żaden z projektów nie spełnił trzech podstawowych wymogów komitetu jakimi były: podkreślenie znaczenia Igrzysk w świadomości społecznej, atrakcyjności Berlina jako organizatora Igrzysk oraz promocji w efektywny i zrozumiały sposób Igrzysk poza granicami Niemiec.
Wobec tego zorganizowano drugi konkurs dla niemieckich artystów który tym razem zakończył się sukcesem. Autorem zwycięskiego plakatu był Werner Würbel.

## Opis plakatu
Würbel umieścił na plakacie kwadrygę znajdującą się na szczycie Bramy Brandenburskiej – symbolu Berlina. W tle widać złotego, umięśnionego atletę z wieńcem laurowym na głowie z wyciągniętą prawą ręką – pozdrowieniem olimpijskim (obecnie niestosowanym) które nawiązywało do salutu rzymskiego. Dodatkowo u dołu plakatu wielkimi literami napisane są: miejsce i data rozgrywania Igrzysk a u góry nad głową atlety pięć kół olimpijskich z flagi olimpijskiej.

## Dystrybucja
243 tysiące kopii plakatu zostało rozdystrybuowanych w 19 językach w 34 państwach.

## Źródło
- Olympic Summer Games Posters from Athens 1896 to London 2012, PDF (ang.)